# Fårö-dokument
Fårö-dokument er en svensk dokumentarfilm fra 1970 instrueret af Ingmar Bergman. Den blev optaget på øen Fårö og handler om dens indbyggere.
Bergman optog adskillige film på Fårö i løbet af sin karriere, herunder Som i et spejl (1961), Persona (1966), Ulvetimen (1968), Skammen (1968), Passion (1969) og Berøringen (1971). Mens de andre film bruger øen til symbolik og er blevet kaldt for "ø-filmene", er Fårö-dokument en dokumentarfilm og ikke fiktion. Sven Nykvist vendte tilbage som fotograf og optagelserne blev foretaget i 1969 mellem den 15. marts og 1. maj. Den blev sendt på svensk tv for første gang den 1. januar 1970.

## Efterfølger
En anden dokumentar med titlen Fårö-dokument 1979, blev udgivet i 1979. I denne film observerede Bergman lokale menneskers liv, herunder fåreklipning og udførelse af andre pligter. I slutningen af filmen antydede Bergman i en voice-over, at der ville komme en anden efterfølger, hvis han stadig var i live om ti år, men sådan en efterfølger blev aldrig udgivet.